# جميلة ومذهلة
جميلة ومذهلة (بالإنجليزية: Lovely & Amazing)‏ هو فيلم دراما وفيلم كوميدي أُصدر في 31 أغسطس 2001. الفيلم من إنتاج غود مشين ‏ ورودسايد أتراكشنز، وقد أخرجه نيكول هولوفسنر، وكَتَب السيناريو نيكول هولوفسنر.

## طاقم التمثيل
- بريندا بليثين
- جيك جيلنهال
- جيمس ليجروس
- ريفن غودوين
- كاثرين كينر
- إيميلي مورتيمير
- ديرموت مولروني

## الاستقبال

### الجوائز والترشيحات
الجوائز
- جائزة الروح المستقلة لأفضل ممثلة مساعدة، الفائز: إيميلي مورتيمير، في: جوائز الروح المستقلة الثامنة عشر (2002).

الترشيحات
- جائزة الروح المستقلة لأفضل فيلم، المُرشَّح: جميلة ومذهلة، في: جوائز الروح المستقلة الثامنة عشر (2002)
- جائزة الروح المستقلة لأفضل مخرج، المُرشَّح: نيكول هولوفسنر، في: جوائز الروح المستقلة الثامنة عشر (2002)
- جائزة الروح المستقلة لأفضل سيناريو  [لغات أخرى]‏، المُرشَّح: نيكول هولوفسنر، في: جوائز الروح المستقلة الثامنة عشر (2002)

## وصلات خارجية
- جميلة ومذهلة على موقع IMDb (الإنجليزية)
- جميلة ومذهلة على موقع ميتاكريتيك (الإنجليزية)
- جميلة ومذهلة على موقع روتن توميتوز (الإنجليزية)
- جميلة ومذهلة على موقع ألو سيني (الفرنسية)
- جميلة ومذهلة على موقع Turner Classic Movies (الإنجليزية)
- جميلة ومذهلة على موقع أول موفي (الإنجليزية)
- جميلة ومذهلة على موقع فيلمافينيتي (الإسبانية)
- جميلة ومذهلة على موقع قاعدة بيانات الفيلم (الإنجليزية)
- جميلة ومذهلة على موقع ليتربوكسد (الإنجليزية)
- جميلة ومذهلة على موقع كينوبويسك (الروسية)